# Nathalie Larsen
Nathalie Larsen (født 19. maj 1855, død 3. januar 1925) var en dansk forfatter, skuespiller og dramatiker. Hun boede sammen med digteren Gustav Wied fra 1887 til 1890. I 1891 indgik hun ægteskab med den norske skuespiller Valdemar Lippert; de blev skilt i 1906. Resten af livet levede hun sammen med sin søster. 
Hendes forfatterskab er lille på trods af, at hun anstrengte sig for at skrive. Det blev til et lille dusin mindre skuespil, hvoraf cirka halvdelen blev udgivet og færre blev opført. Ikke desto mindre var de mere banebrydende og iøjnefaldende end det samlede kvindelige udtryk fra de sidste to årtier i 1800-tallet. Hun levede et frit liv som en selvstændig og frigjort kvinde og fandt inspiration i sine egne oplevelser og førte dem ud i sin kunst.
Hun debuterede med Mørkningen i 1884, som udkom under pseudonymet Enel. Resten af forfatterskab udkom i hendes rigtige navn. 
Nathalie Larsen og hendes kæreste Gustav Wied arbejdede sammen med Strindberg i København med at skabe et alternativt totalteater, et forsøgsteater,  en avantgardescene for det psykologisk drama. Hun var tovholder, forfatter, oversætter og skuespiller. Det blev ingen succes og lukkede efter en sæson. 
Hendes forfatterskab bestod af enaktere, som med en stilren impressionistisk replikkunst gentog det erotiske spil i en bestemt situation. Målet i hendes teaterstykker er at give ordet til kvinder, som det moderne gennembruds mænd efterspurgte. I Man kan ikke blive ved (1888) portrætteres den erotisk frigjorte kvinde, som giver sig hen til sin elsker af lyst. I Vissent Løv fra 1885 skildrer hun, at en mands reaktionsmønstre over for disse kvinder er fyldt med angst og afstandstagen. Hun anvendte sine egne oplevelser og giver en meget nuanceret psykologisk bearbejdelse af det komplekse stof, som 1880'ernes Sædelighedsfejde drejede sig om. Det kan også være årsagen til, at Nathalie Larsens kunst ansås for farlig og fripostig.